# Epfenbach
Epfenbach település Németországban, azon belül Baden-Württembergben. Lakosainak száma 2412 fő (2023. december 31.).

## Népesség
A település népessége az elmúlt években az alábbi módon változott:
| Lakosok száma | 1980 | 2424 | 2427 | 2391 | 2413 | 2412 |
|               | 1975 | 2017 | 2019 | 2021 | 2022 | 2023 |